# Petit train touristique routier
Pour les articles homonymes, voir Le petit train.
Ne doit pas être confondu avec Train routier ou Train miniature à passagers.
Un petit train routier, souvent appelé « petit train », est un véhicule articulé routier utilisé pour le transport de passagers ou comme train touristique. Principalement utilisé à des fins touristiques, il se compose d’un tracteur routier, qui prend la plupart du temps l’apparence d’une locomotive, auquel est attelé une ou plusieurs remorques, dont l’apparence fait penser à des wagons.

## Description

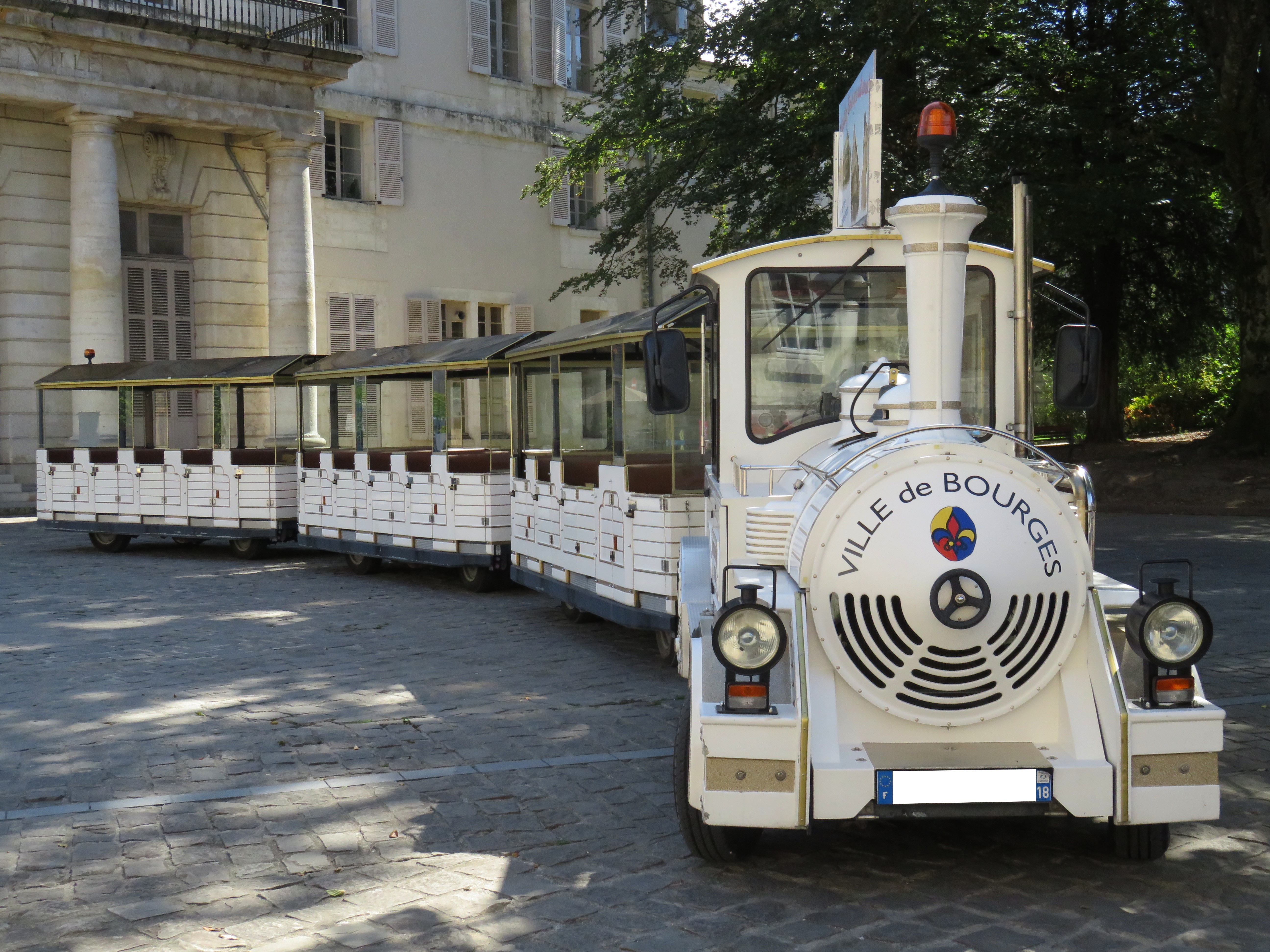
Un petit train touristique routier se compose d’un tracteur et de remorques.

Le petit train routier est un moyen de transport en commun composé d’un tracteur routier tirant une ou plusieurs remorques. Sa capacité varie en fonction du nombre de remorques et de la capacité de ces dernières, mais également en fonction de la législation en vigueur dans le pays où il circule.

## Étymologie
Le terme de petit train routier n’a pas d’étymologie au sens propre et est un terme propre à la langue française. Il n’a en effet pas d’équivalent dans les autres langues, qui lui préfèrent les termes de train touristique ou de train routier (ou sans rails). On retrouve ainsi la traduction de train routier dans la plupart des langues slaves (tchèque, slovaque et ukrainien notamment), l‘anglais (trackless train) ou encore l’espagnol (tren sin vías), tandis que le terme de train touristique s’impose en italien (trenino turistico), en norvégien (turisttog) ainsi qu’en polonais (kolejka turystyczna).
Il reprend en effet le mot train, un ensemble ferroviaire composé d’une ou plusieurs locomotives tractant un certain nombre de remorques, en raison de sa technique, qui consiste à tracter une ou remorques à l’aide d’un tracteur routier. Le terme petit semble provenir du fait de la taille du véhicule, plus petite qu’un train classique, tandis que le terme routier est lié à sa conception de véhicule routier monté sur pneux.

## Histoire

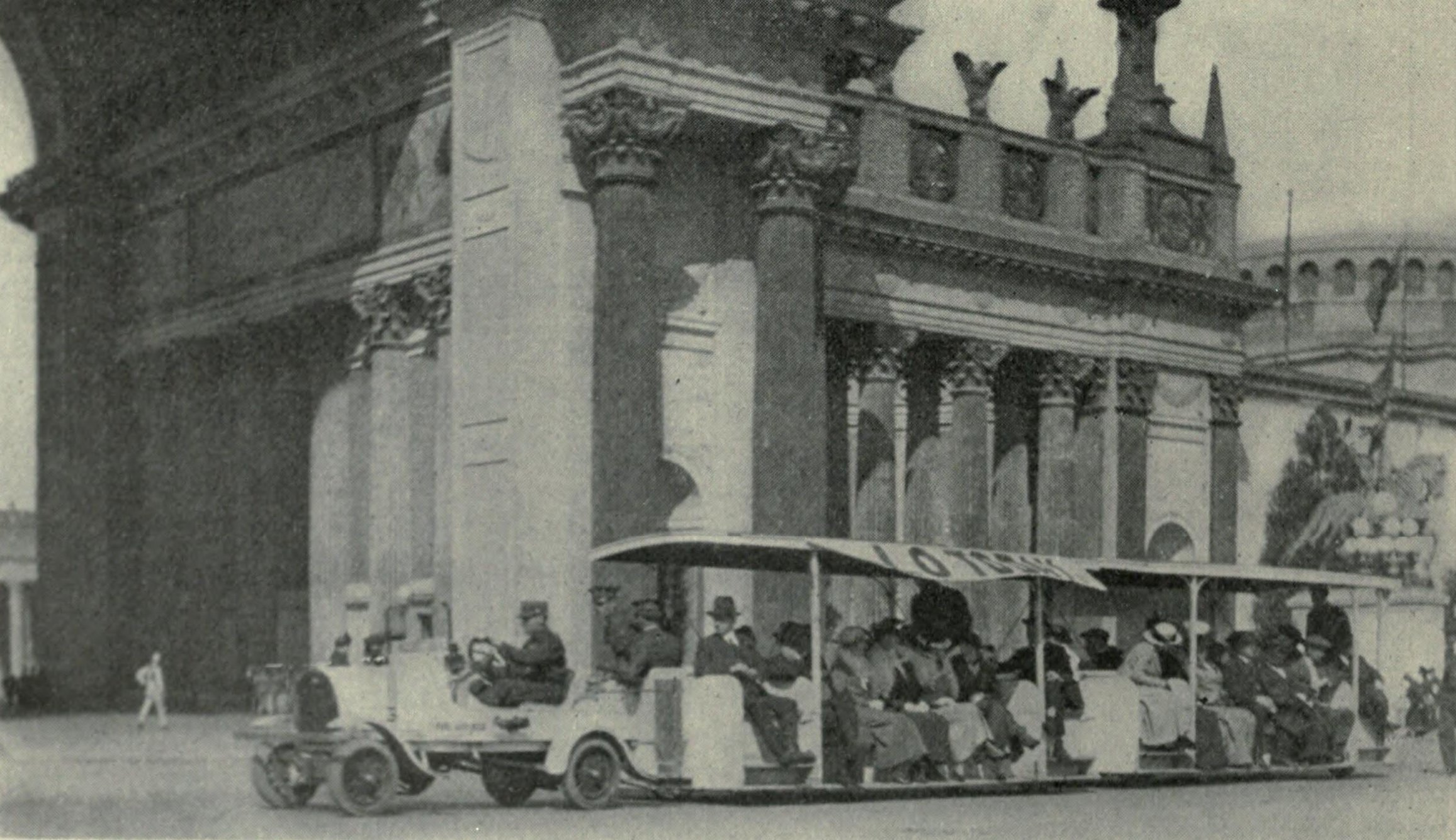
Le Fadgl Auto Train à San Francisco lors de l’Exposition universelle de 1915.

### Les débuts des petits trains avec les expositions universelles
Il est difficile de dater précisément l’apparition des petits trains touristiques routiers. L’un des plus anciens dont il est possible de retrouver la trace est le Fadgl Auto Train, utilisé pour transporter les visiteurs sur un parcours de 3 miles entre le hall des machines et le bâtiment du Massachusetts lors de l’Exposition universelle de 1915, qui se déroule à San Francisco. Le véhicule est construit spécifique pour l’événement par la société Fageol Auto Train Inc., créée à l’automne 1914 par quatre associés : Edward P. Brinegar, A.T. O'Connell et les frères Rollie B. et Frank R. Fageol. Edward Brinegar fournit le capital pour fonder l’entreprise ainsi qu’un bureau d’étude, tandis que Frank Fageol loue un atelier pour construire les machines.
Il est alors conçu sur la base de la Ford T, dont le châssis est renforcé et le moteur Ford 4 cylindres est limité grâce à un système conçu par Rollie Fageol. Chaque motrice pèse 6 000 livres (environ 2 725 kg) et se déplace à 10 miles à l’heure grâce à quatre roues en caoutchouc de 20 pouces de largeur (environ 0,5 mm). Elles sont dirigées par un conducteur et se conduisent avec un volant identique à celui de la voiture sur laquelle il est basé.
Deux (ou trois en fonction des sources) remorques sont tractées par la motrice. Elles sont montées sur un essieu à roues jumelées, reliés à l’élément précédent et suivant par une barre diagonale montée sur un axe, permettant à l’ensemble de suivre exactement le même tracé. Un frein installé sous chaque remorque permet d’arrêter le train. Ceux-ci sont automatiques et descendent vers la route au fur et à mesure que l’ensemble ralentit, ce qui permet un arrêt en douceur. Elles se composent de deux rangées de sièges placées perpendiculairement au sens de circulation et installées dos à dos et placées, n’étant séparées que par un couloir pour le conducteur. Aucun marche n’est nécessaire pour embarquer, la hauteur du sol des remorques étant à peine plus haut que la route afin de permettre aux usagers de monter par un simple pas.
Selon les sources, entre 16 et 20 unités circulent tout au long de l’Exposition. Après la fermeture de celle-ci, ils sont revendus à une entreprise de Chicago qui les utilisent dans les allees du Lincoln Park.
L’Exposition universelle de 1937, qui se déroule à Paris, est à nouveau traversée par un petit train, mais celui-ci est désormais électrique. Une motrice tire quatre petits wagons : ceux-ci se composent de deux banquettes placées face à face dans l’axe de la route.

### Les premiers petits trains pour adultes à partir des années 70

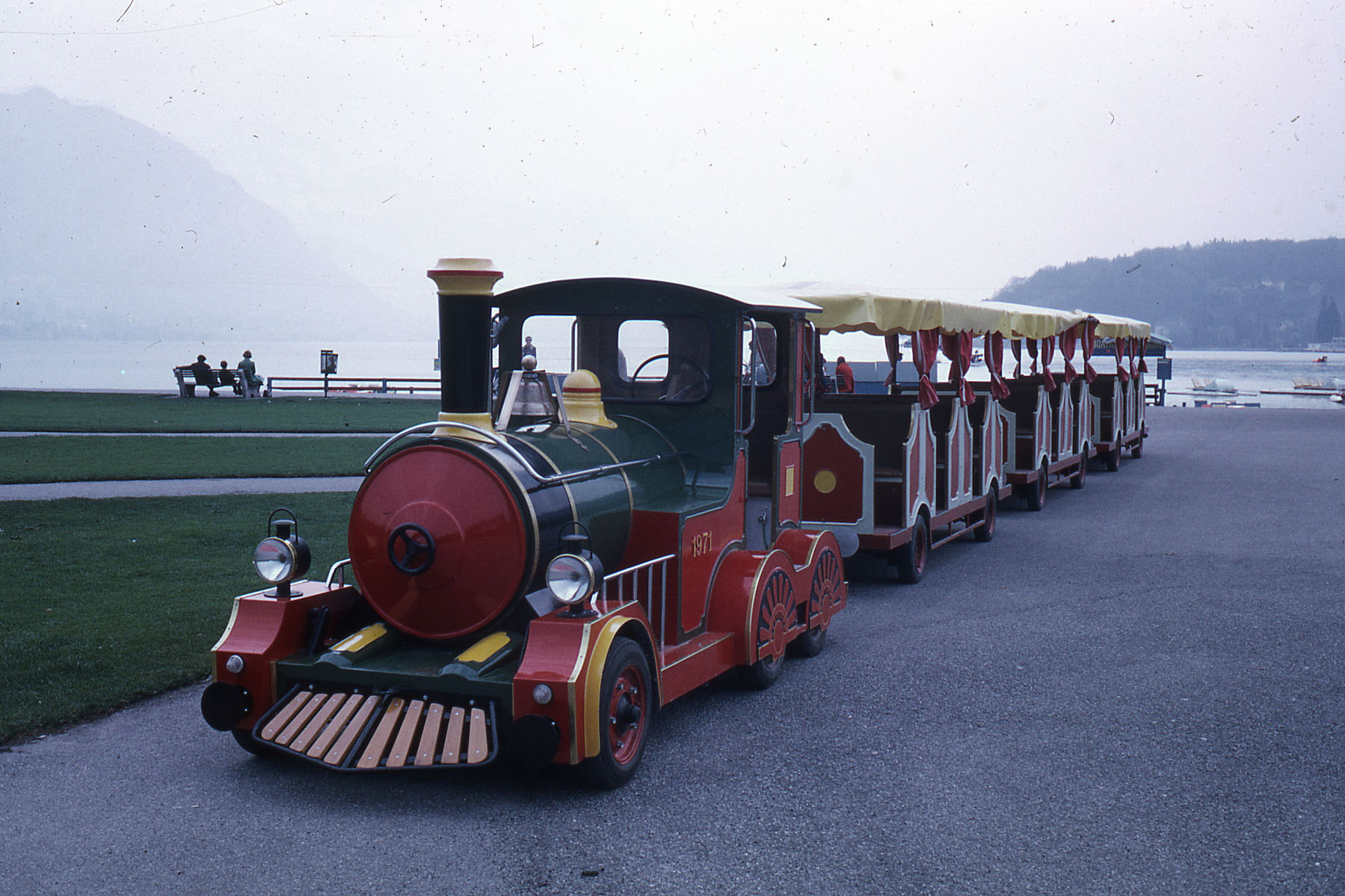
En 1974, Annecy est l’une des premières villes françaises à disposer d’un petit train à vocation touristique.

Les petits trains à vocation touristiques se développent en France à partir du milieu des années 1970, avant de connaitre un essor depuis les années 1980. L’un des premiers connus est celui d’Annecy, qui roule sur la promenade du Pâquier en 1974.

## Usages

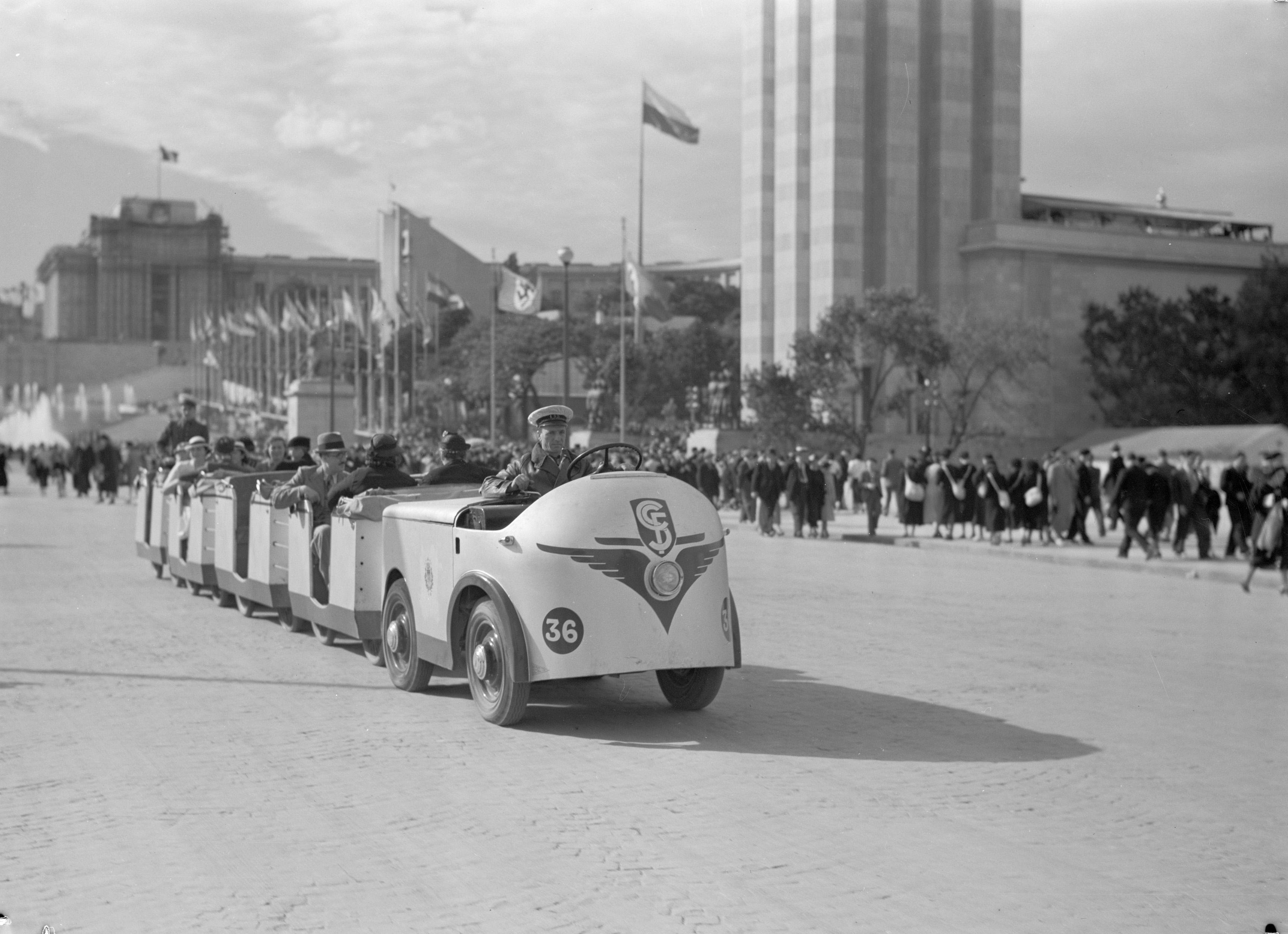
Le petit train routier électrique lors de l’exposition universelle de Paris en 1937.

L’utilisation du petit train touristique routier évolue au fil du temps. Au moment de son apparition dans les années 1910, celui-ci a principalement une vocation de navettes au sein d’expositions ou de parcs. On en retrouve dans la plupart des expositions universelles, notamment celles de San Francisco en 1915 et Paris en 1937, ou encore lors de la Bundesgartenschau de Stuttgart en 1961. Il permet alors aux passagers qui l’empruntent de se rendre d’un côté à l’autre de l’exposition sans se fatiguer, tout en profitant de cette innovation technique qui s’améliore également au fil du temps : si les premiers sont à moteurs thermiques, ceux de l’exposition universelle de Paris sont électriques, et ceux du Bundesgartenschau en 1961 dispose de wagons couverts.

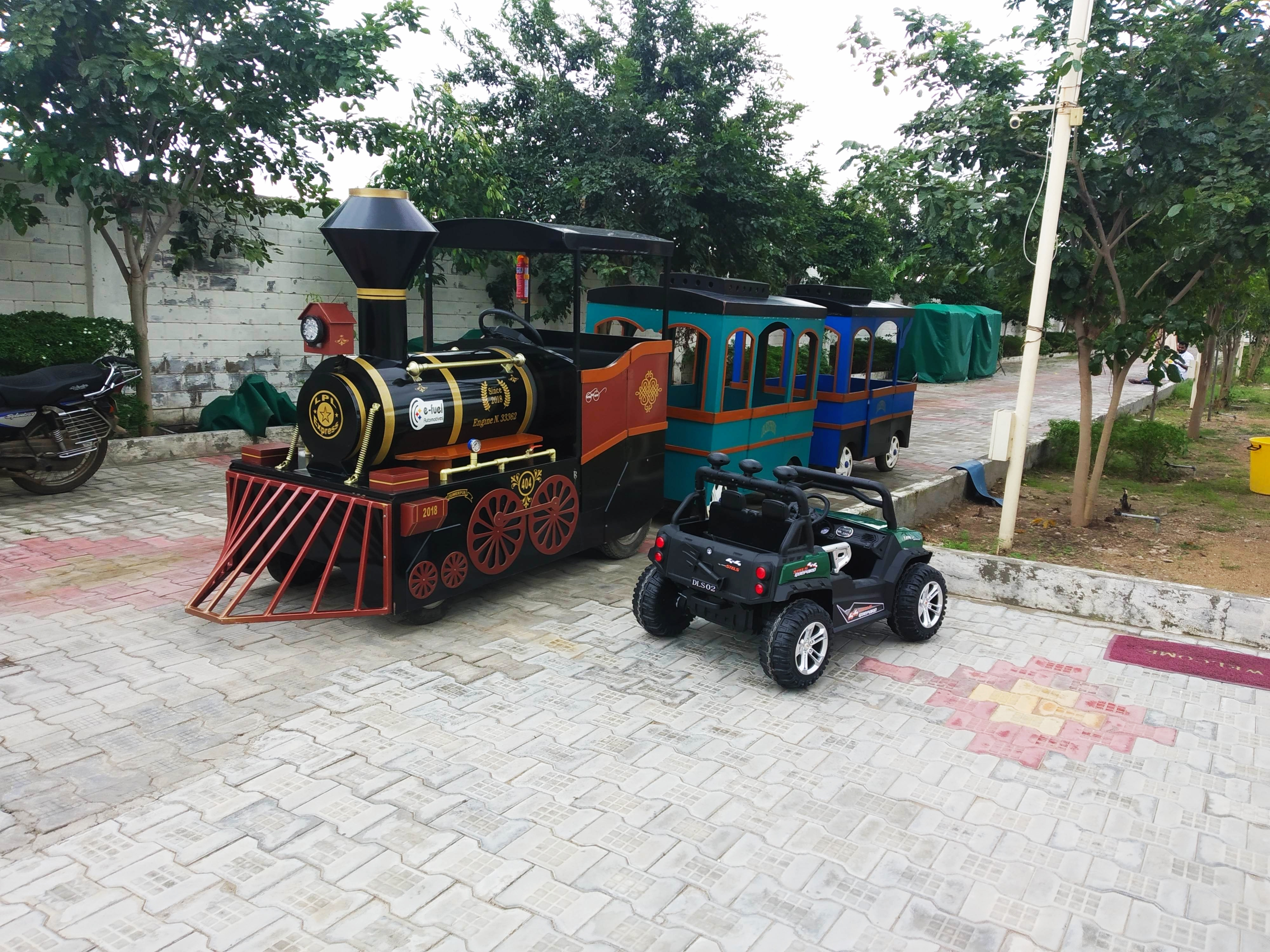
Un petit train pour enfants en Inde.

En dehors de ces expositions, le petit train conserve une image d’attractions pour enfants, et s’adapte : en 1966, lorsqu’Ivo Dotto dépose le brevet du petit train sur pneumatiques, celui-ci arbore un aspect assez simpliste et s’avère être assez bas et très étroit. Il est alors principalement à vocation des centres de vacances ou des parcs d’attractions, mais commence également à apparaitre dans les villes. On trouve encore des petits trains à l’attention des enfants dans certains centres commerciaux

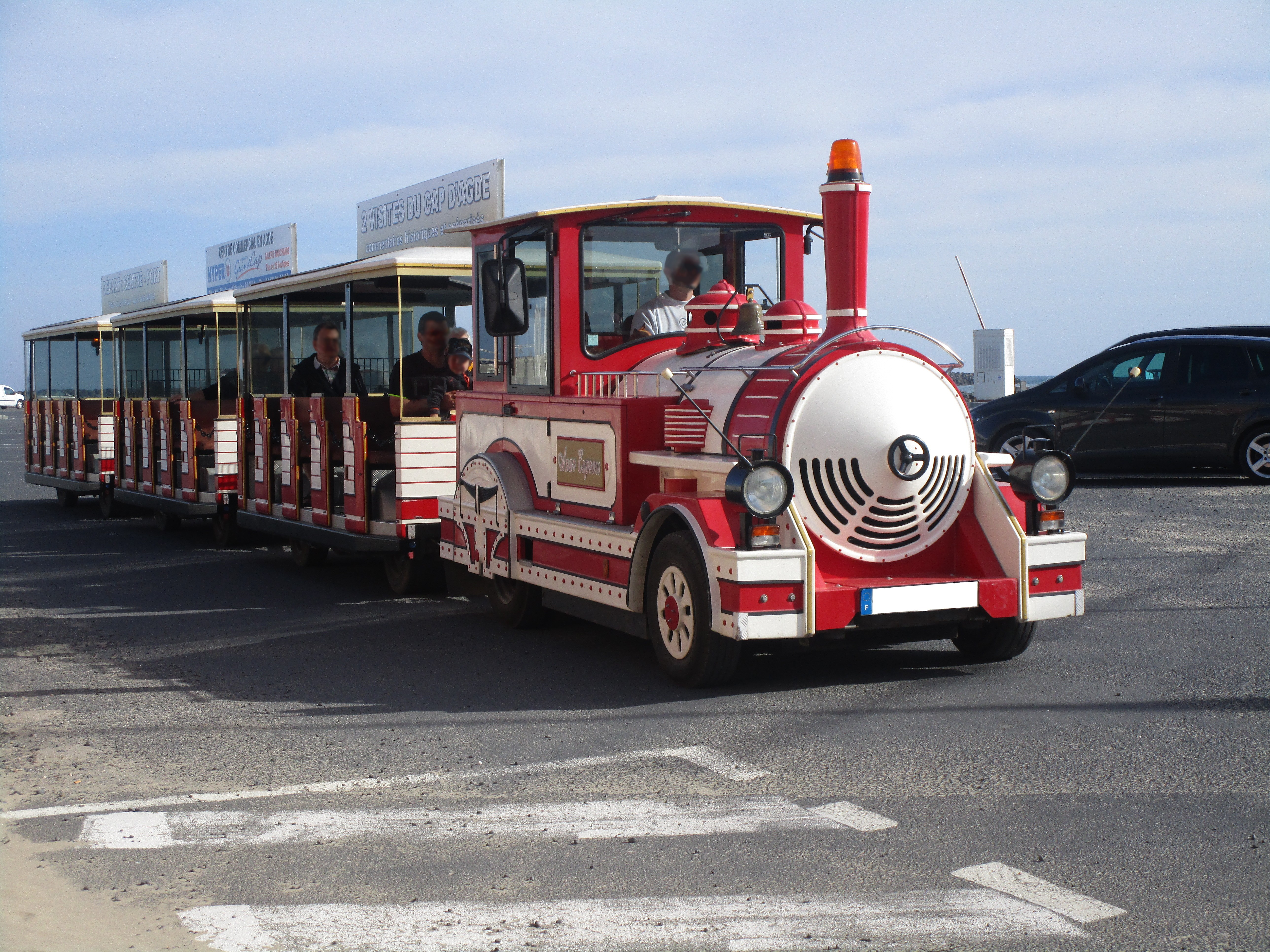
Le petit train, devenu touristique, propose des visites commentés comme ici au Cap d‘Agde, où il arrive en 1982,

À partir des années 1980, le petit train s’impose comme un élément touristique, destiné à promouvoir et faire découvrir la ville. Le circuit est alors commenté et s’orientent principalement sur le centre historique. Cet usage est aujourd’hui le plus répandu, et le petit train est parfois autorisé à entrer dans des lieux habituellement interdits au public. Ainsi, de 2008 à 2015, le petit train de Toulon propose une visite dans l’enceinte du port militaire . Organisées en partenariat avec la Marine nationale et le préfet maritime de la Méditerranée dans le cadre d’une démarche d’ouverture sur la société civile, ce parcours est toutefois très réglementé, avec la présentation obligatoire d’une pièce d’identité pour les personnes de plus de 15 ans, une interdiction formelle de photographier ou filmer les installations, la présence d’agents de sécurité à bord, une fouille des sacs à l’entrée et une inspection du petit train, incluant le châssis qui est observé grâce à un miroir. Cette visite est abandonnée à la suite du renforcement de l’opération Sentinelle, après les attentats du 13 novembre 2015.

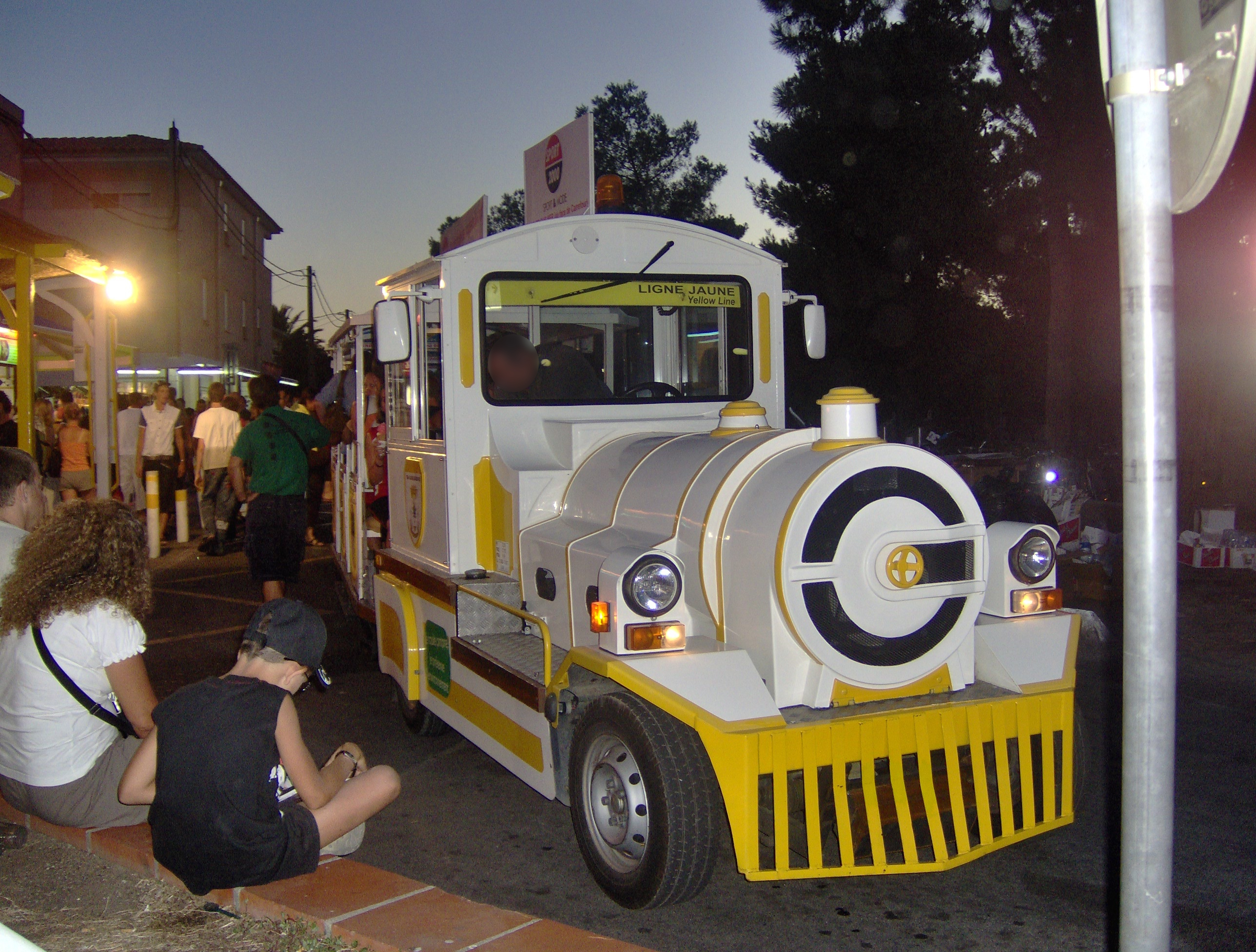
A Argelès-sur-Mer, les petits trains assurent le transport urbain.

Le petit train revient, dans certains cas, à ses fondamentaux. En effet, certaines communes font le choix de l’utiliser comme navettes pour assurer le transport urbain en lieu et place d’autobus conventionnels. Le cas le plus connu en France est la commune d‘Argelès-sur-Mer, où le transport urbain est assuré depuis 1986 à l’aide de petits trains. Longtemps exploitée par la société Trainbus, le contrat est confié depuis 2023 au groupe Keolis, au travers de sa filiale Pages et le service de petits trains intègrent un réseau plus global, baptisé d’Aqui. Ce type de service est également mis en place dans les communes voisines de Saint-Cyprien et Canet-en-Roussillon, où il est également exploité par la société Trainbus, mais on le trouve également de manière plus anecdotique en stations de ski, où il sert alors de navettes au pied des pistes. C’est notamment le cas aux Gets, où le petit train assure la liaison entre les télécabines du Mont Chéry et des Chavannes, et à Val Cenis, où il relie le centre de Lanslevillard aux Essarts,.

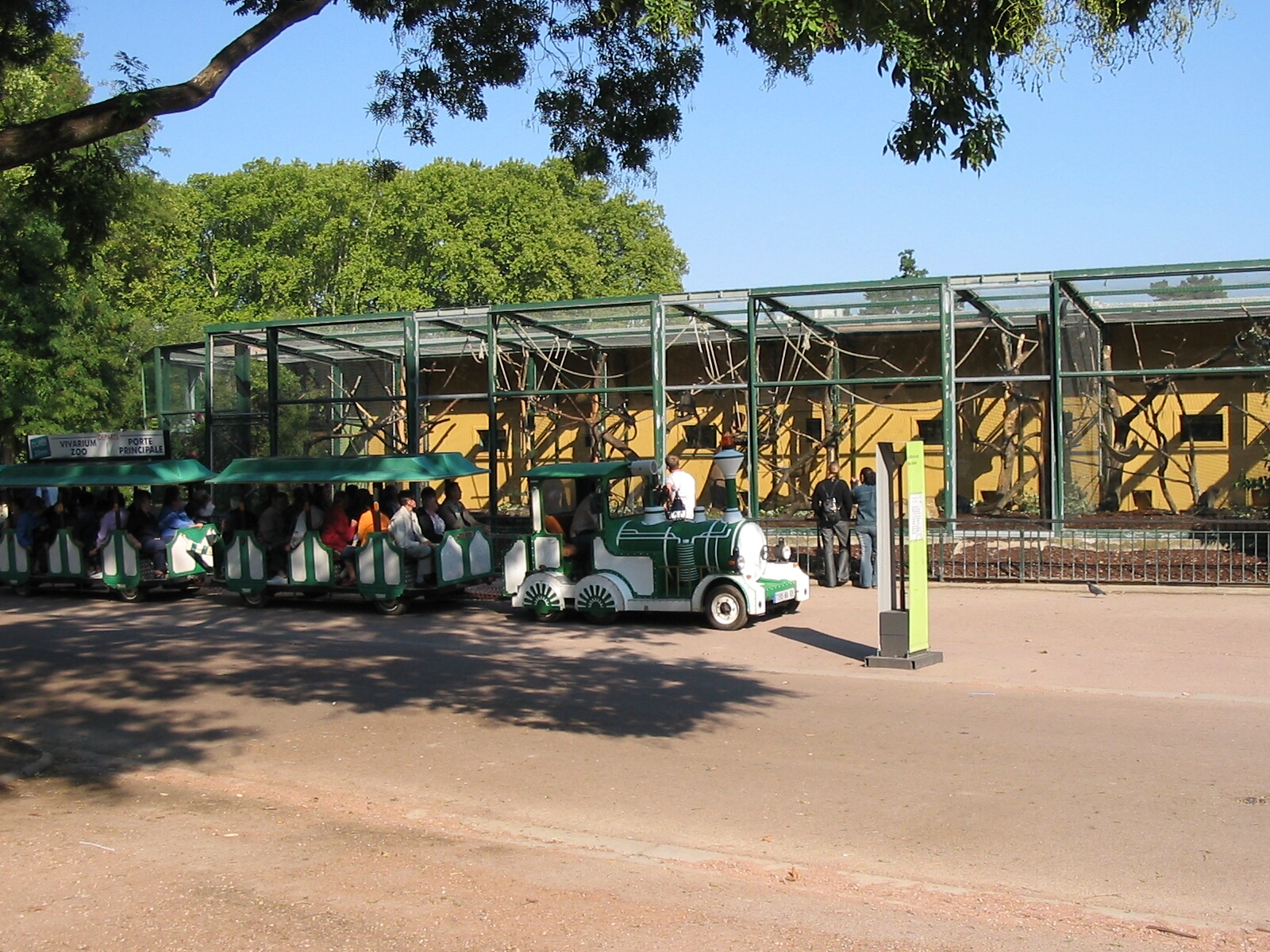
On trouve des petits trains dans certains parcs, comme ici à la Tête-d'Or de Lyon.

On retrouve également des petits trains en dehors de l’espace public. Il est complexe de citer tous les lieux où il est possible d’en trouver dans ce cadre, mais on peut toutefois noter, pour les lieux publics, le Lézard du Parc de la Tête-d'Or à Lyon ou encore le parc des châteaux de Chantilly ou de Versailles. Les lieux privés ouverts au public se dotent également quelquefois de petits trains routiers pour les utiliser au titre de navettes, à l’image du parc du Puy du Fou,, ou pour proposer des visites guidées. C’est notamment le cas aux Salins d'Aigues-Mortes, au domaine royal de Jarras, au zoo Cerza à Lisieux ou encore à la Cité du train,.
Enfin, de manière plus anecdotique, on note l’existence d’un petit train routier dans l’enceinte du parc d’attractions Disneyland Paris. Construit sur mesure par le constructeur français Prat Trains, il prend l’apparence de Casey Junior, le train du long-métrage Dumbo, et apparait pour la première fois le 30 mars 1998 à l’occasion de la parade du Monde merveilleux de Disney,,. Il se compose alors d’une motrice, sur laquelle se trouve perchée l’éléphant Dumbo, et de quatre wagons : un tender, une draisine à bras, une cage avec deux girafes factices et une voiture à passagers. Il conserve son aspect d’origine et apparait de manière plus ou moins régulière jusqu’à l’été 2006. Il réapparait par la suite sous diverses couleurs et divers noms : Disney Character’s Express en bleu et blanc à partir de 2007, le Train en Fête de Minnie rouge à pois blancs en 2009. À partir de 2010, il devient multicolore, d’abord sous le nom de Disney All Stars Express, puis le Disney Dance Express en 2011, et enfin le Train Disney du 20ème anniversaire. Par la suite, il réapparait de manière occasionnelle pour le printemps de Minnie, où il est couvert de fleurs.

## Technologie
Le tracteur adopte généralement la carrure d'une locomotive à vapeur (d'où la dénomination de train). La plupart des petits-trains fonctionnent au diesel, mais il existe toutefois certains engins propulsés par l'électricité. Aucun guidage matériel n'est installé, le véhicule restant classé comme véhicule routier. Il est ainsi conduit par un conducteur titulaire du permis de conduire de catégorie D transport de personnes, aussi titulaire d'une autorisation préfectorale de circulation dans un itinéraire déterminé avec les caractéristiques du petit train routier touristique et l'entreprise du petit train routier touristique est titulaire d'une licence de transport.

## Pratique

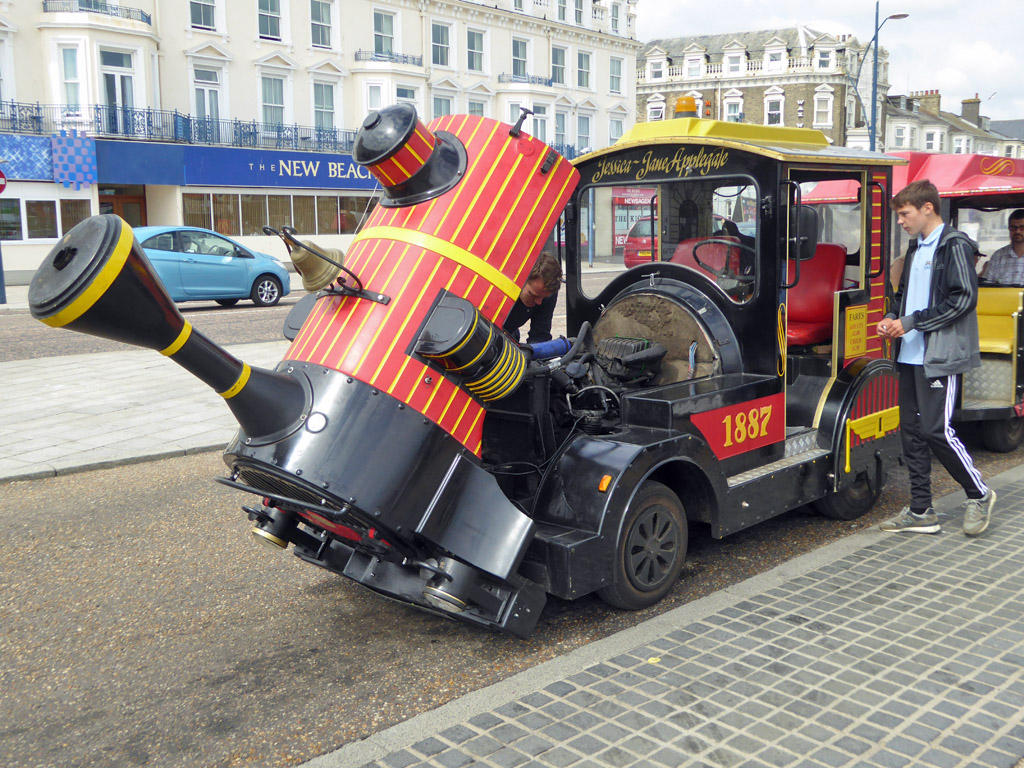
Un petit train avec le capot moteur levé.

### Fin de vie
Après un certain nombre d’années ou une cessation d’activités, le propriétaire peut souhaiter se séparer de son véhicules. Plusieurs solutions s’offrent alors à lui. La plus radicale est le recyclage par une casse automobile, mais cette situation reste relativement rare.

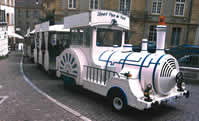
L’ancien petit train de Neuchâtel est exporté au Kosovo en 2018.

La plupart du temps, le petit train routier est revendu. On en trouve en vente, de manière assez occasionnelles, sur des sites de petites annonces entre particuliers tels que Leboncoin ou sur le site de vente aux enchères Agorastore, à l’image de celui de la mairie de Saint-Romain-de-Colbosc vendu en décembre 2022. La plupart du temps, la revente se fait par le biais des constructeurs, qui proposent un certain nombre de petits trains d’occasions, ou directement entre exploitants. Il est compliqué de connaitre exactement la destinée de ces véhicules, mais certains véhicules finissent toutefois à l’export. C’est notamment le cas de l’ancien petit train de Neuchâtel, remplacé par un modèle électrique en 2018, qui est revendu au Kosovo après 17 ans de service dans la commune.

## Constructeurs
L’un des premiers constructeurs de petits trains routiers touristiques est la société italienne Dotto Trains, fondée en 1962 et basée à Castelfranco Veneto.
En France, une seule entreprise fabrique ce genre de véhicules : Prat Trains, fondée en 1967 et basée à Peyrins, dans la Drôme. Auparavant, une seconde société a existé : Akval. Basé à Beautor, dans l’Aisne, elle est rebaptisée PIL puis CPIL. Liquidée judiciairement en mai 2010, elle est autorisée à reprendre ses activités le mois suivant, mais fait faillite en février 2014.
En Allemagne un constructeur : STS aussi homologué pour la France
Au Portugal : Deltrain aussi homologué pour la France

## Législation
En France, les petits trains routiers touristiques doivent répondre aux prescriptions suivantes :
- Dispositions générales
- 1. Les véhicules sont réceptionnés et immatriculés :
- 1.1. Pour les véhicules automobiles, dans le genre “véhicule automoteur spécialisé” (VASP), carrosserie “divers” (NON SPEC) ;
- 1.2. Pour les véhicules remorqués, dans le genre “remorque spécialisée” (RESP), carrosserie “divers” (NON SPEC).
- 2. La (les) catégorie(s) du petit train routier touristique, pour laquelle (lesquelles) la réception de chaque véhicule est prononcée, est (sont) mentionnée(s) sur les procès-verbaux de réception en vue de la constitution des ensembles.
- 3. La vitesse par construction du véhicule tracteur n’excède pas 40 km/h. Le véhicule à moteur est équipé d’un indicateur de vitesse et d’un compteur kilométrique.
- 4. Les dispositifs d’attelage installés sur les véhicules sont largement dimensionnés et solidement fixés. Ils sont conformes aux prescriptions techniques de la directive 94/20/CE. Ces dispositifs sont compatibles avec les masses remorquées et identiques sur chaque véhicule. Les attelages à boule sont autorisés pour les petits trains routiers touristiques de catégorie I, II et III dans la mesure où ils ont été homologués au moins pour des remorques de 3 500 kg.
- 5. Les remorques constituant l’ensemble ne sont en aucun cas à étage : la hauteur maximale du plancher est limitée à 75 cm.
- 6. La charge utile de chaque remorque permet de transporter le nombre maximal de voyageurs prévu, la masse de chaque voyageur étant fixée à 75 kg.
- 7. Les accès aux places assises des remorques sont pourvus de dispositifs facilement amovibles (chaîne avec mousqueton par exemple) visant à délimiter l’espace réservé aux voyageurs vers l’extérieur.
- 8. Toutes les remorques constituant l’ensemble du petit train routier touristique sont strictement identiques. Cette prescription ne s’applique pas à l’aménagement des véhicules.
- 9. Tous les occupants sont transportés assis. Aucun voyageur n’est admis sur le véhicule tracteur, à l’exception d’un accompagnateur éventuel. Le nombre maximal de personnes transportées, y compris le conducteur et l’accompagnateur, s’il est prévu, est porté sur le procès-verbal de visite initiale.
- 10. Les remorques à essieux centraux et les semi-remorques sont interdites dans la constitution d’un petit train routier touristique.
- 11. La longueur et la largeur des petits trains routiers touristiques sont limitées respectivement à 18 m et 2,55 m.
- 12. Le nombre total de remorques constituant le petit train routier touristique est limité à trois (3) ; le nombre de passagers transportés dans chaque remorque est limité à 25, le nombre total de passagers ne pouvant excéder 75 personnes.
- 13. Chaque véhicule est équipé d’au moins un (1) feu de position et un (1) catadioptre par côté.
- 14. Un feu spécial, conforme et installé conformément aux dispositions de l’arrêté du 4 juillet 1972 relatif aux feux spéciaux des véhicules à progression lente, est installé à l’avant et à l’arrière de l’ensemble constitué, dans l’axe longitudinal du véhicule-tracteur et de la dernière remorque tractée. Dans le cas où ce feu est amovible, chaque remorque est pourvue de l’équipement nécessaire pour le montage et le branchement aisé de celui-ci. Dans le cas contraire, chaque remorque est équipée de ce feu.
- 15. Les vitrages des véhicules, lorsque ceux-ci en sont équipés, répondent aux prescriptions de l’arrêté du 20 juin 1983 modifié. Toutefois, l’emploi de vitrages plastiques homologués dans la construction de remorques est autorisé.
- 16. Lorsque la carrosserie des remorques est de type “fermée” :
- 16.1. Chaque véhicule est équipé d'une issue de secours au moins par face latérale : une issue de secours est également installée à la convenance, soit sur la face avant, soit sur la face arrière, soit sur le pavillon ; les dimensions de ces issues permettent le passage d’un gabarit de forme rectangulaire de 1,20 m par 0,55 m ;
- 16.2. Les matériaux employés dans l’aménagement intérieur des véhicules (tissu des sièges, habillage et rideaux) répondent aux prescriptions concernant l’inflammabilité des matériaux utilisés dans la construction des véhicules de transport en commun de personnes et applicables aux autocars ;
- 16.3. Un extincteur d’une capacité minimale de 2 kg à poudre ABC est installé dans le véhicule tracteur à proximité immédiate du conducteur.
- 17. Lorsque le véhicule tracteur est prévu pour transporter un accompagnateur, celui-ci dispose d’un siège répondant aux prescriptions techniques mentionnées dans la directive 76/763/CE. Le siège passager avant, équipant un véhicule à moteur de la catégorie M ou N conforme à une réception par type nationale ou CE, est réputé satisfaire aux dispositions de l’alinéa précédent.
- 18. Les véhicules tracteurs répondent aux prescriptions techniques de la directive 2008/2/CE relative au champ de vision et aux essuie-glaces des tracteurs agricoles. Un véhicule tracteur conforme aux prescriptions techniques de la directive 77/649/CEE relative au champ de vision des véhicules de la catégorie M1 est réputé satisfaire aux dispositions de l’alinéa précédent.
- 19. Lorsqu’ils sont aménagés pour transporter des utilisateurs de fauteuils roulants, les véhicules remorqués respectent les prescriptions de l’annexe V.

## Impact socio-économique

### Préservation
Il est assez rare de retrouver d’anciens petits trains préservés en état de marche.
On peut toutefois en trouver quelques-uns en France :

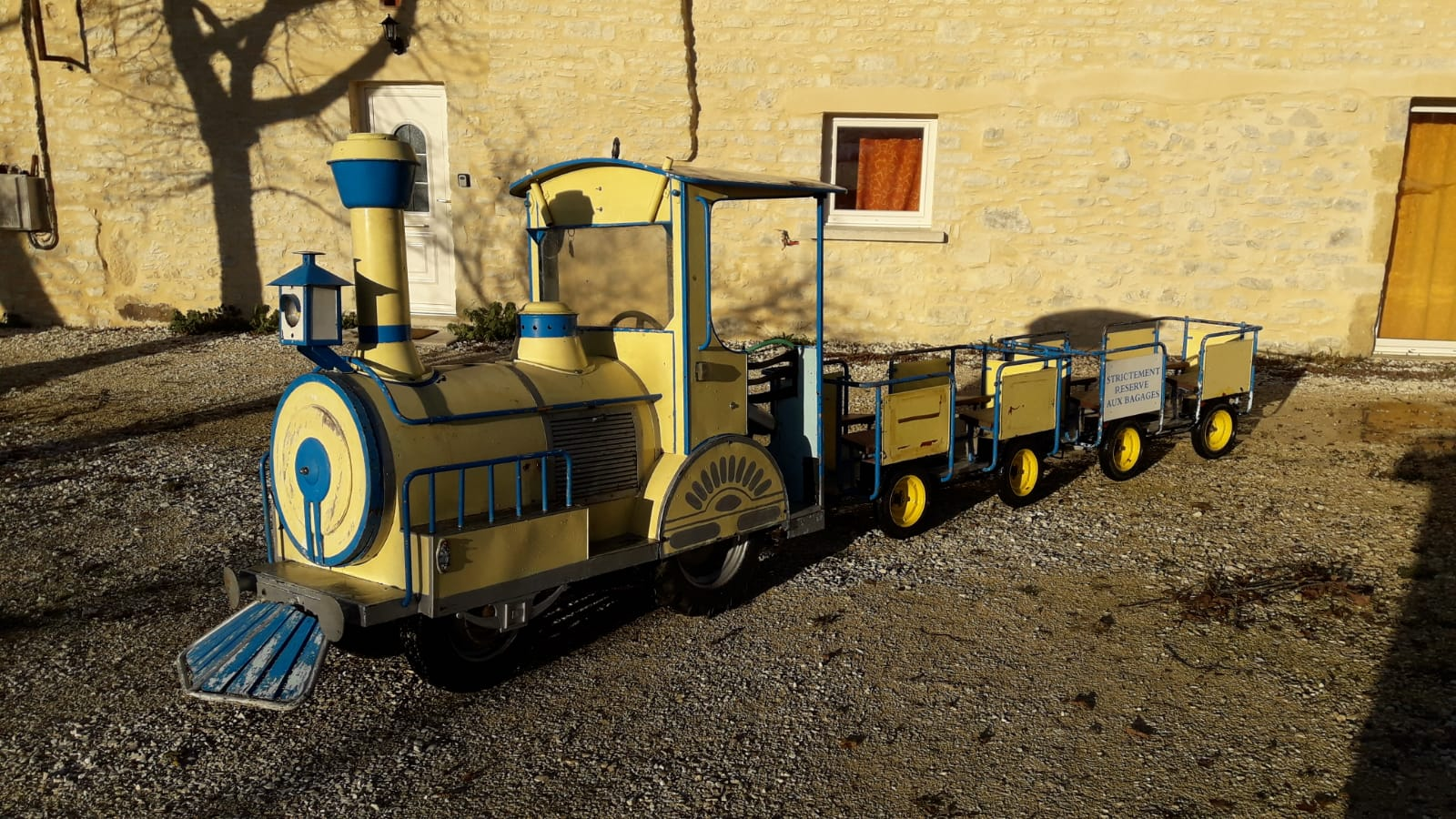
Le petit train préservé au musée du patrimoine agricole et automobile de Salviac.

Le musée du patrimoine agricole et automobile de Salviac en préserve un depuis 2019. Principalement à destination des enfants, il se compose d’une motrice et de deux wagons, mais aucun élément ne permet de dater précisément sa construction.

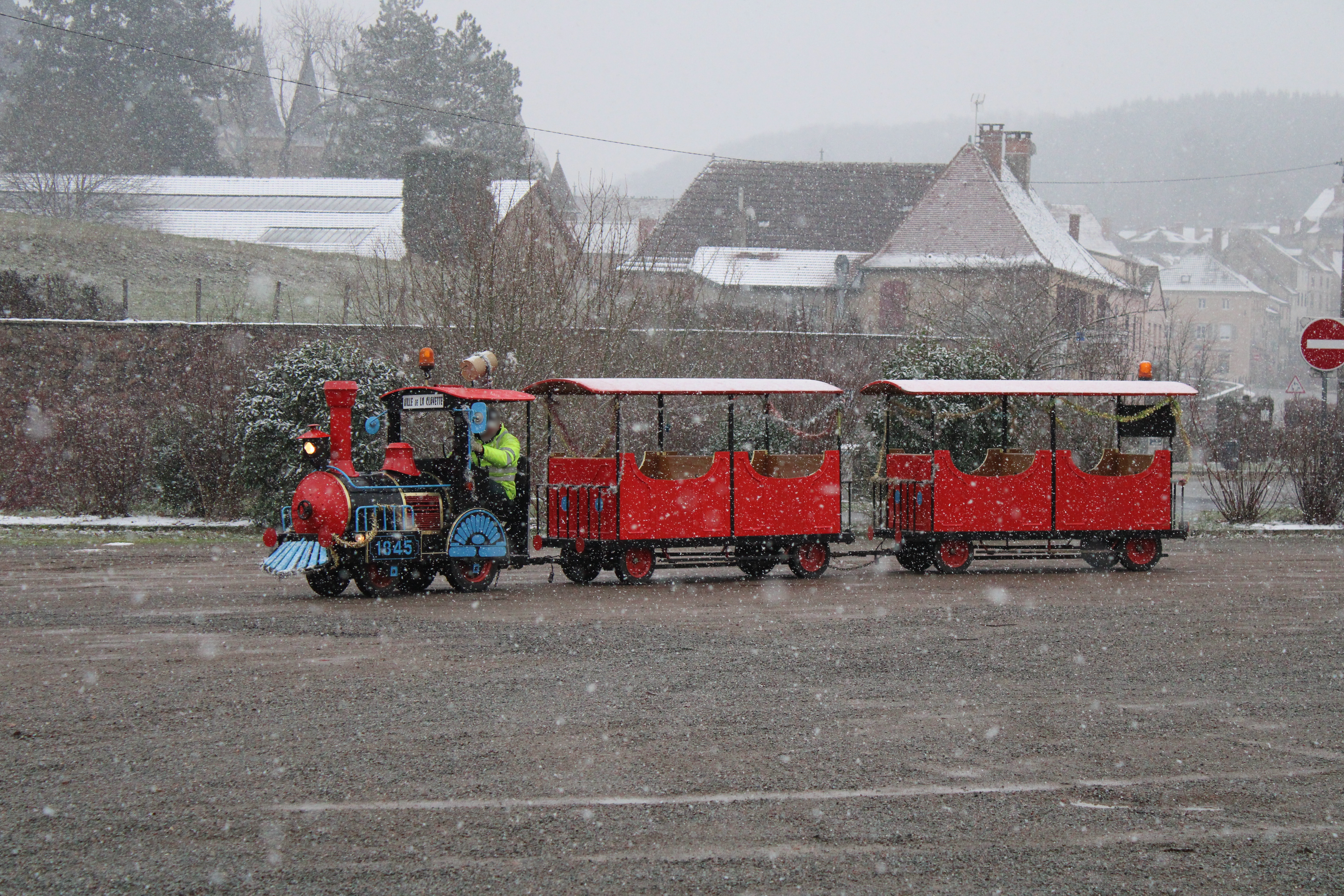
Le petit train de la mairie de La Clayette.

La mairie de La Clayette est propriétaire, depuis 2000, d’un Dotto modèle A, produit sous licence par l’entreprise Prat Trains dans les années 1960/70. Celui-ci sort pour différents événements, et notamment au moment de Noël, où il assure un tour en compagnie du Père Noël pour les enfants de l’école maternelle du Vieux-Moulin.

Pendant de nombreuses années, le petit train du Parc Beaumont à Pau, un Dotto modèle B produit sous licence par l’entreprise Prat Trains, a été l’un des plus anciens petits trains de France en service régulier. Mis en service en 1972, il est vendu aux enchères en avril 2019 et racheté par un particulier.